# ピアノ独奏のための協奏曲
ピアノ独奏のための協奏曲は、オーケストラの伴奏がなく、ピアノ独奏だけで演奏される協奏曲形式の作品を指す。

## 起源
ロベルト・シューマンはピアノソナタ第3番のハスリンガー初版に「管弦楽のない協奏曲」と銘打ったが、彼がこの編成の起源を1836年に確立したのかどうかは決着がまだついていない。チェンバロ時代にはヨハン・ゼバスティアン・バッハが「イタリア協奏曲」を出版したが、これは協奏風ソナタ形式を備えたピアノ独奏のための作品ではない。
ヨハン・ネポムク・フンメルはモーツァルトのピアノ協奏曲を7曲もピアノ独奏用に編曲して出版しており、これがおそらくは協奏風ソナタ形式を備えたピアノ独奏のための作品の先駆例であろう。カール・ライネッケはモーツァルトのピアノ協奏曲全曲をピアノ独奏用に編曲して出版している。ハンス・フォン・ビューローは、ウェーバーのピアノ協奏曲第2番をピアノ独奏用に編曲して出版している。
のちに、シャルル＝ヴァランタン・アルカンも短調による12の練習曲の中で「ピアノ独奏による協奏曲」と銘打って作品を出版しており、ピアノとオーケストラ両パートを同時に1台のピアノで演奏する発想は19世紀にはすでにあったと考えられる（アルカンはこの他に、ベートーヴェンのピアノ協奏曲第3番の第1楽章、モーツァルトのピアノ協奏曲第20番の全楽章を編曲しており、自作のカデンツァを入れている）。フランツ・リストもピアノ協奏曲第2番をConcerto sans orchestre, S524aとしてピアノ独奏用に編作していたことがわかっている。
しかしながら、両方のパートを同時にピアノ1台で演奏するには熟練した演奏家がいないといけないし、音楽学校の定着に伴い協奏曲は2台のピアノによって模擬演奏され教育の現場で指導されるのが主流となっていった。こうして、20世紀にはピアノとオーケストラパートを同時に弾くという伝統は途絶えたかに見えた。
カイホスルー・シャプルジ・ソラブジは熱心なアルカンの擁護者であったため、「自分ひとりで楽しみ演奏するためのピアノ独奏によるオーケストラのない協奏曲(Concerto da suonare da me solo e senza orchestra, per divertirmi)」を作曲し、このジャンルの延命に努めたが後継者はいなかった。
モシュコフスキがベートーヴェンのピアノ協奏曲「皇帝」から第2楽章抜粋を、ライネッケがベートーヴェンのピアノ協奏曲第1番から第2楽章をオーケストラの伴奏のないピアノ独奏だけで演奏される形態に編曲しているが、これらは第2楽章の音響の密度が低いので可能であったのだろうと考えられる。

## 研究
フレデリック・ショパンは、協奏作品の作曲の際にピアノソロ楽譜とフルスコアにピアノパートだけが記された楽譜の二種を予め作成し、オーケストレーションを別人に頼んでいた可能性が極めて高い。「アンダンテ・スピアナートと華麗なる大ポロネーズ」にいたっては問題がないと判断されたピアノソロ楽譜をそのまま出版してしまった。
このため、ヤン・エキエルは協奏作品のピアノソロ楽譜の筆写譜を校訂してナショナルエディションの中に全曲組み込んでいるが、これらがショパンの真正の楽譜であるかどうかは、あまりにも大きな決定稿との書式や和声法の違いから疑問が残っている。

## 現在
ピアニストで作曲家のジョン・ホワイトはピアノソナタ152番に「ピアノソロのための協奏曲」を銘打っている。
ピアニストで作曲家のマイケル・フィニスィーは「ピアノ協奏曲第4番」と「ピアノ協奏曲第6番」を作曲したが、両方ともピアノ独奏のための作品である。
シプリアン・カツァリスのように、ピアノとオーケストラパートを同時に弾くという伝統を復活させようとしているピアニストもいる。カツァリスは複数のピアノ協奏曲をピアノ1台に編曲して生演奏している。

## 備考
フレデリック・ショパンとエドゥアール・ヴォルフは「演奏会用アレグロ」をともに作曲しており、これもピアノ独奏のための協奏曲の一部に分類されると思われる。